# برنامه غذایی
برنامه غذایی (انگلیسی: Food Programme) برنامه غذایی ابتکاری برای تقویت و بهبود شرایط کشاورزی شوروی از طریق بهبود مکانیسم اقتصاد دستوری در طول برنامه پنج ساله یازدهم (۱۹۸۱–۱۹۸۵) و برنامه‌های پنج‌ساله اتحاد جماهیر شوروی (۱۹۸۶–۱۹۹۰) بود.